# 데이비드 트림블

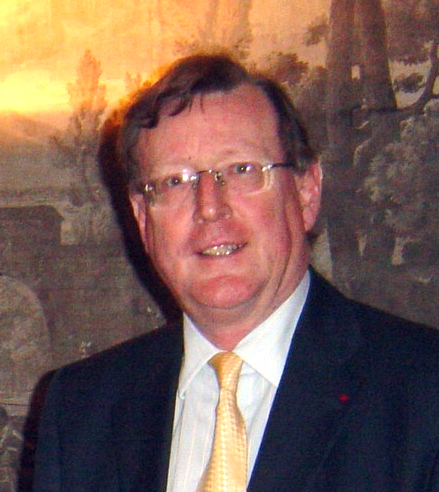
데이비드 트림블

데이비드 트림블 남작(영어: William David Trimble, Baron Trimble, 1944년 10월 15일~2022년 7월 25일)은 북아일랜드에서 태어난 영국의 정치인이다. 그는 퀸스 대학교 법학과를 나와 퀸스 대학 교수로서 1968년부터 1990년까지 퀸스 대학교 교수였고, 1978년부터 얼스터 연합당(Ulster Unionist Party, UUP)에 입당하여 존 테일러(John Taylor)를 이기고 1995년에 당수가 되었다.
그는 1998년부터 북아일랜드 자치정부 초대 수석행정장관을 지냈고, 북아일랜드 갈등에 대한 평화적 해결 방안을 추구한 공로로 같은 해 존 흄(John Hume)과 공동으로 노벨 평화상을 수상하게 된다. 2001년 7월 1일 장관직을 사임했지만 2005년 11월 5일에 재선에 성공하였다. 그러나 2005년 총선에서 민주연합당(Democratic Unionist Party, DUP)의 데이빗 심슨(David Simpson)에게 패했다.
2006년 6월 2일 북아일랜드 카운티 앤트림(County Antrim)의 트림블 남작(비세습)에 봉해졌다.
2022년 7월 25일에 짧은 투병 끝에 벨파스트의 병원에서 사망하였다. 유족으로 아내 다프네(Daphne)와 네 명의 자녀가 있다.